# Лопатино (Ставропольский район)

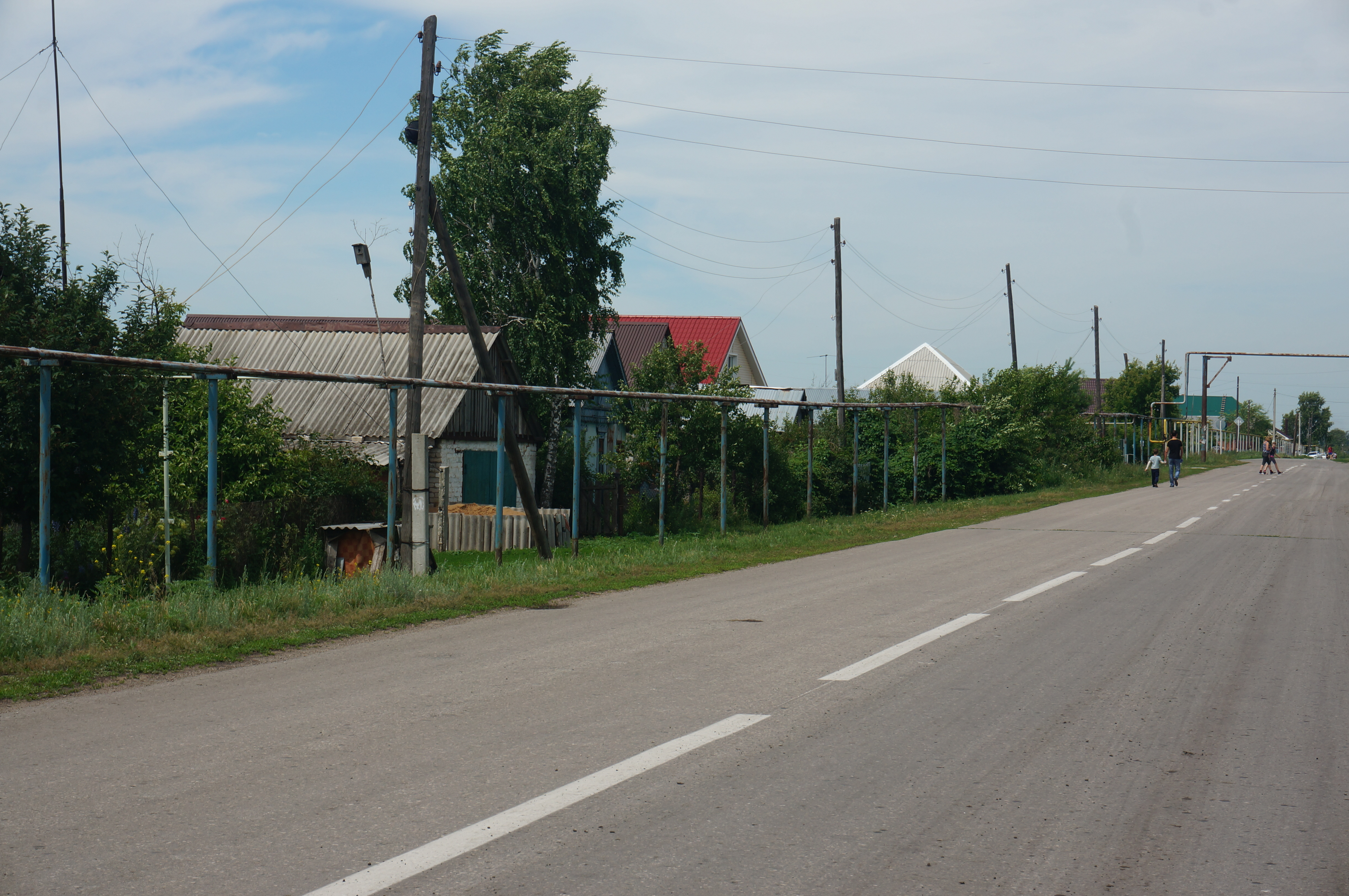
Улица в Лопатино

Лопатино — село в Ставропольском районе Самарской области. Административно входит в сельское поселение Верхнее Санчелеево. 
Основано как деревня в 1855 году переселенцами из села Атяшево Ардатовского уезда Симбирской губернии. Село с 1900 года (в связи с открытием Дмитриевской церкви в том же году), до этого прихожане посещали церковь села Нижнее Санчелеево.

## География
Село Лопатино находится в 16 километрах к северу от города Тольятти.

## Население
| Год  | Численность | Численность |
| ---- | ----------- | ----------- |
| 1859 | 62          | [ 4 ]       |
| 1889 | 663         | [ 5 ]       |
| 1897 | 760         | [ 6 ]       |
| 1910 | 1034        | [ 7 ]       |
| 2010 | 348         | [ 1 ]       |

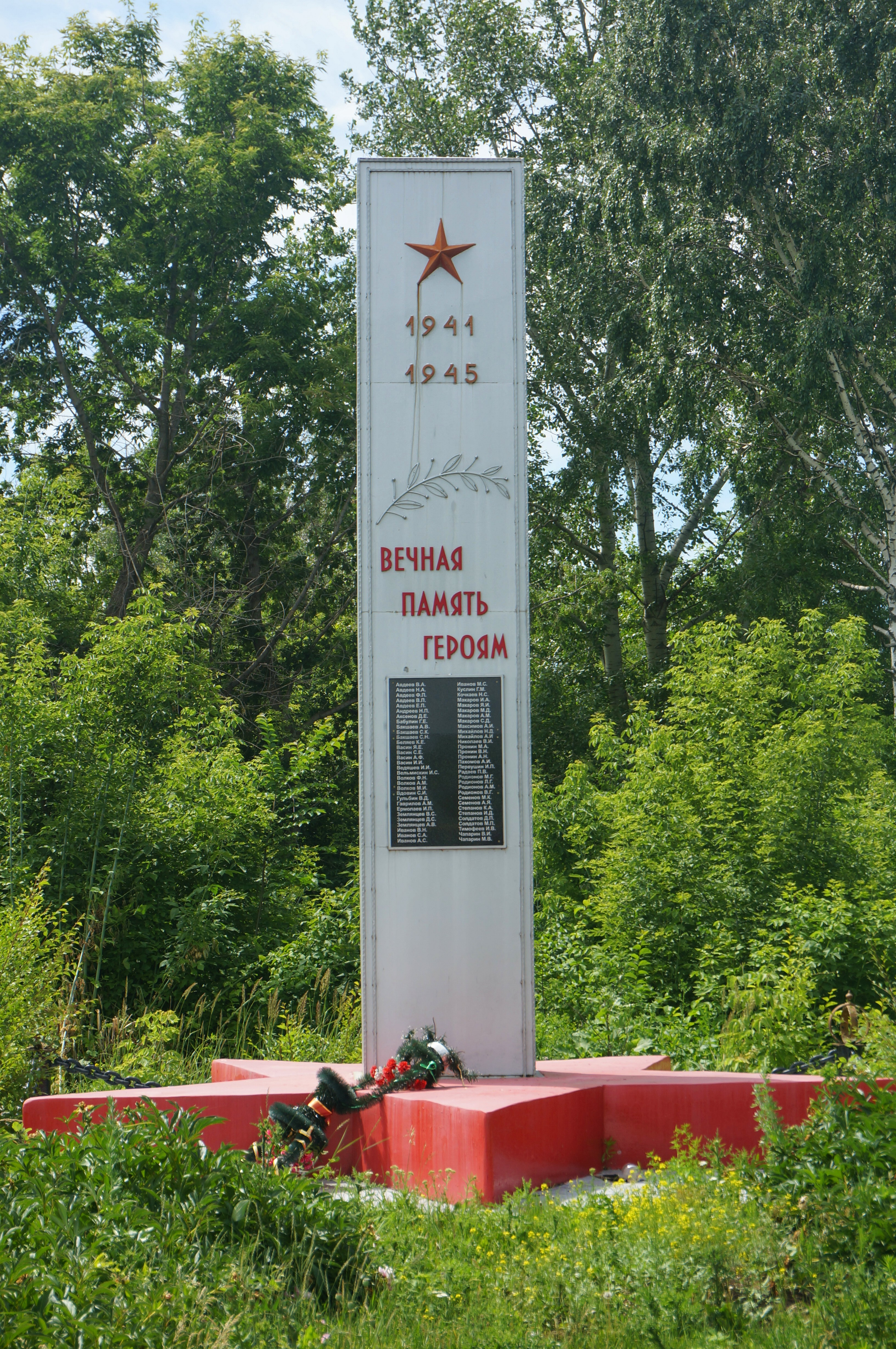
Памятник погибшим односельчанам
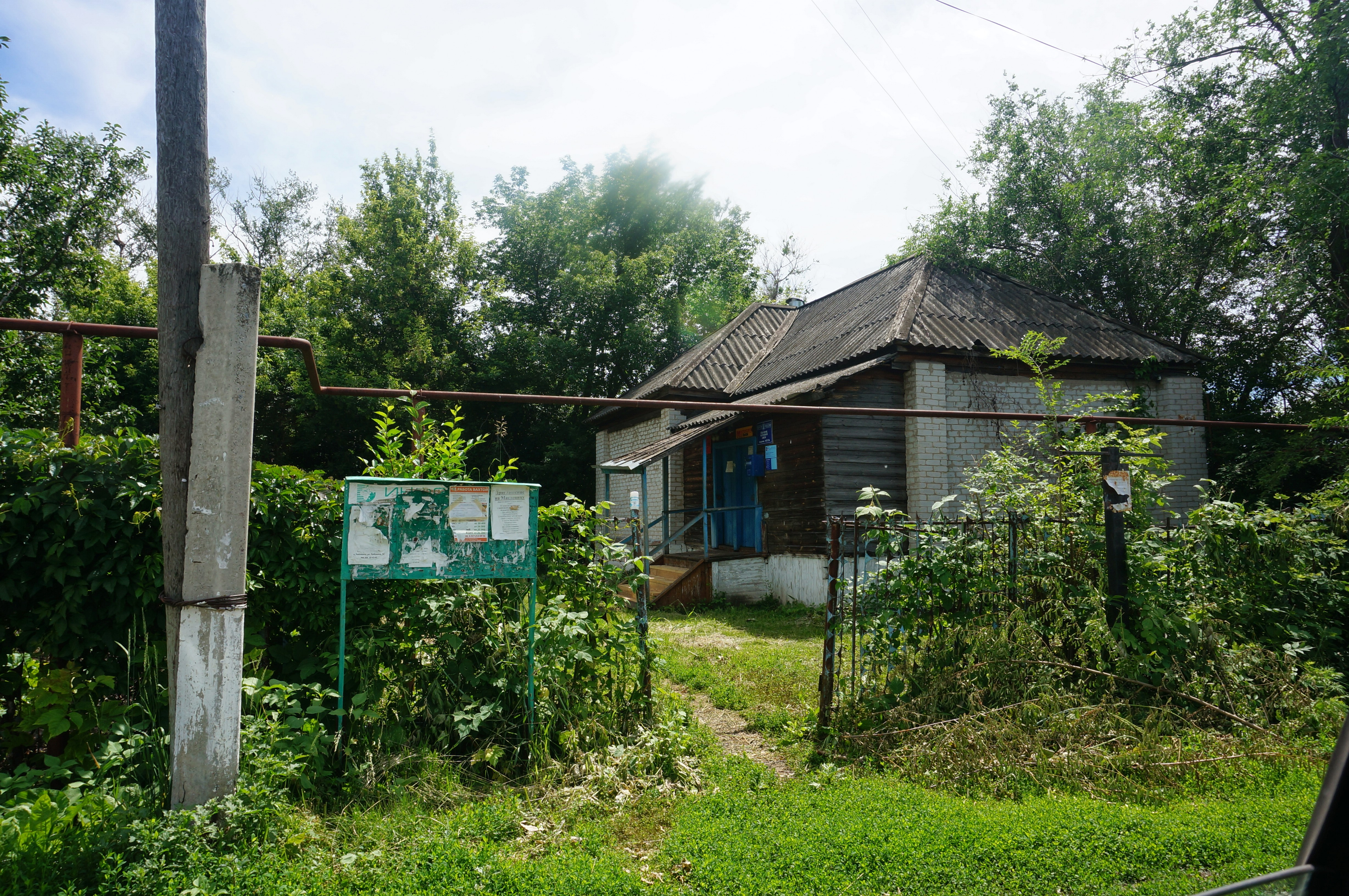
Почта
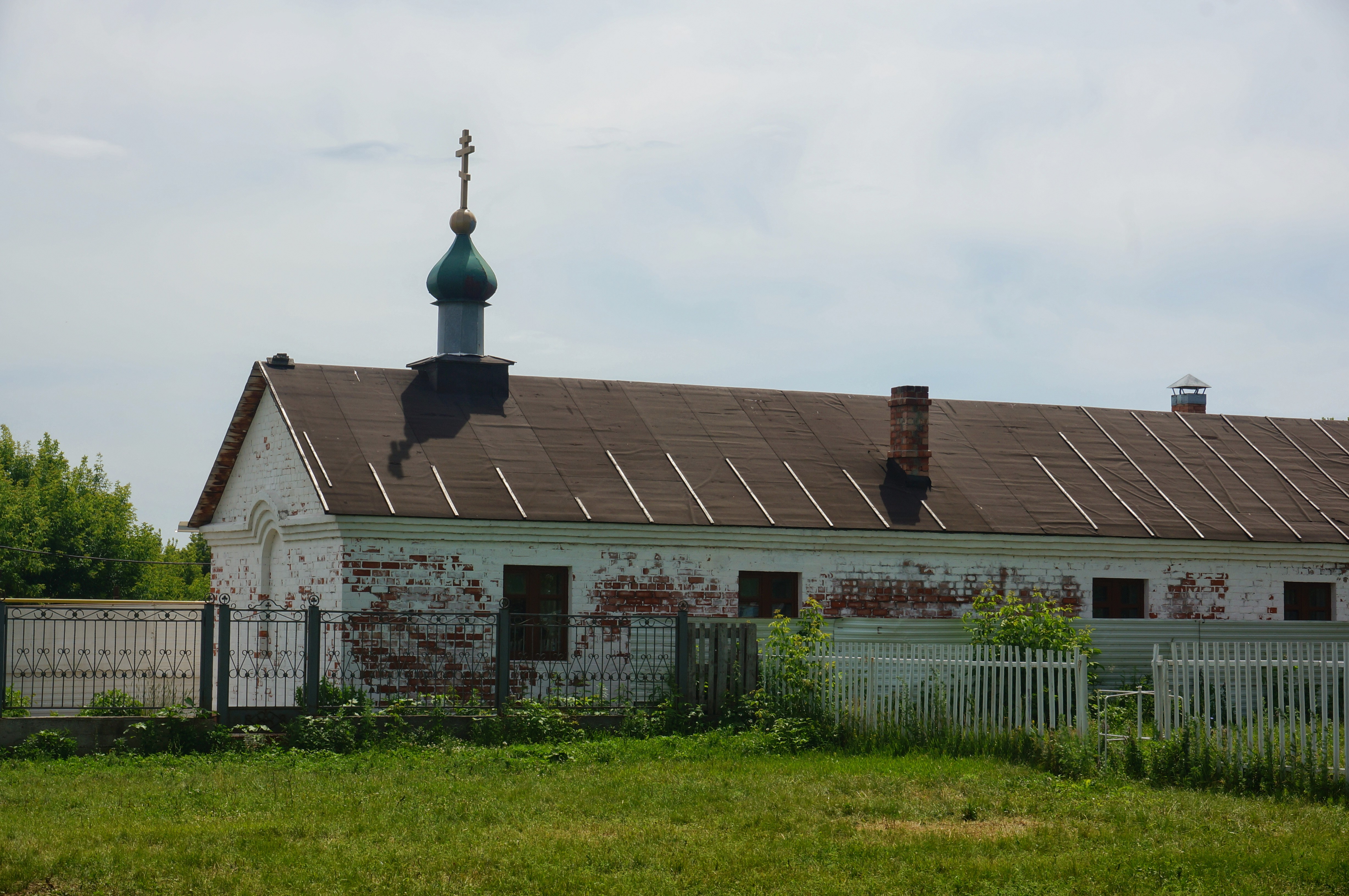
Православный приход
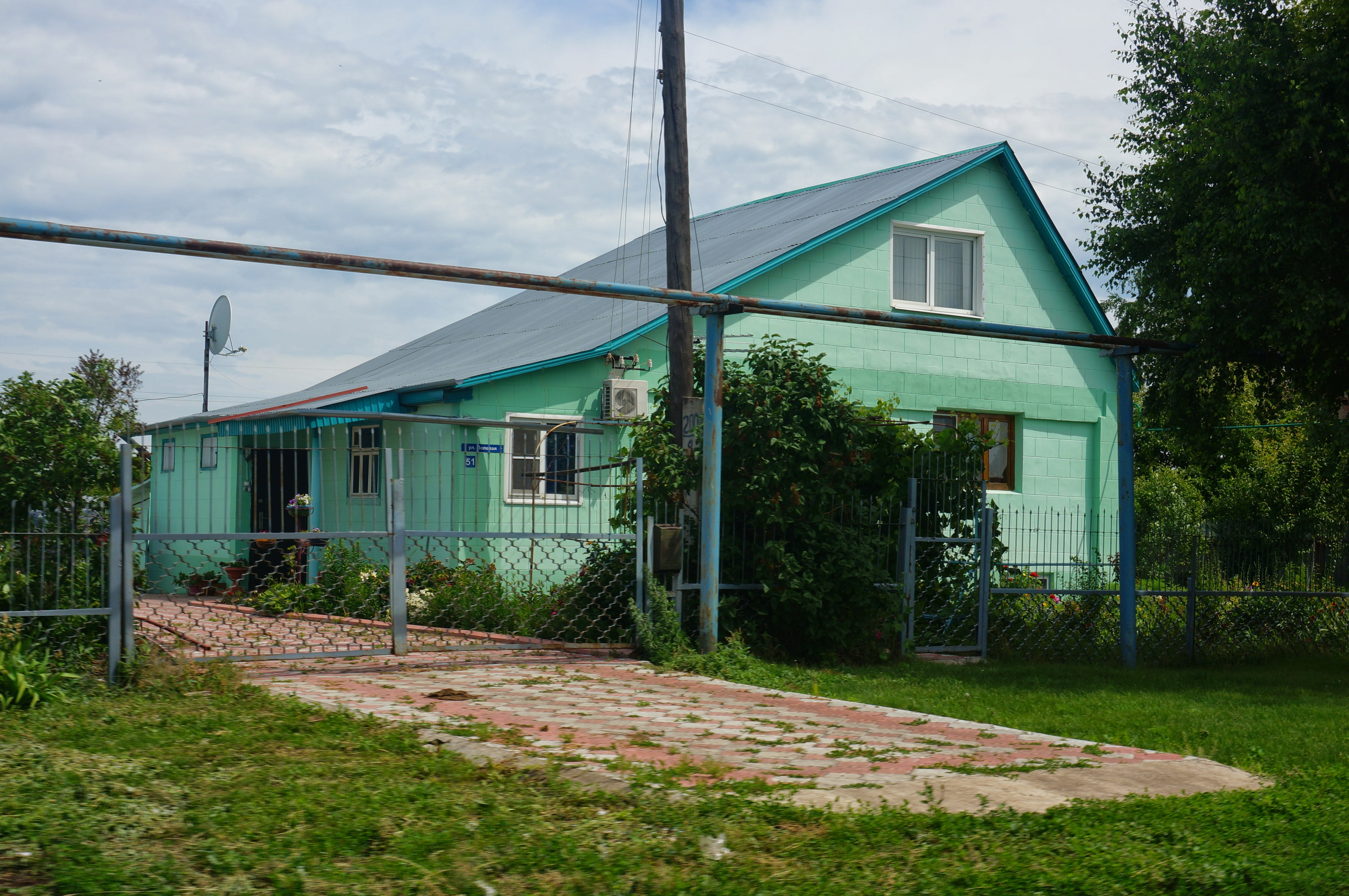
Жилой дом